# Plagiolepis kuenowi
Plagiolepis kuenowi är en myrart som beskrevs av Mayr 1868. Plagiolepis kuenowi ingår i släktet Plagiolepis och familjen myror. Inga underarter finns listade i Catalogue of Life.